# Meconium

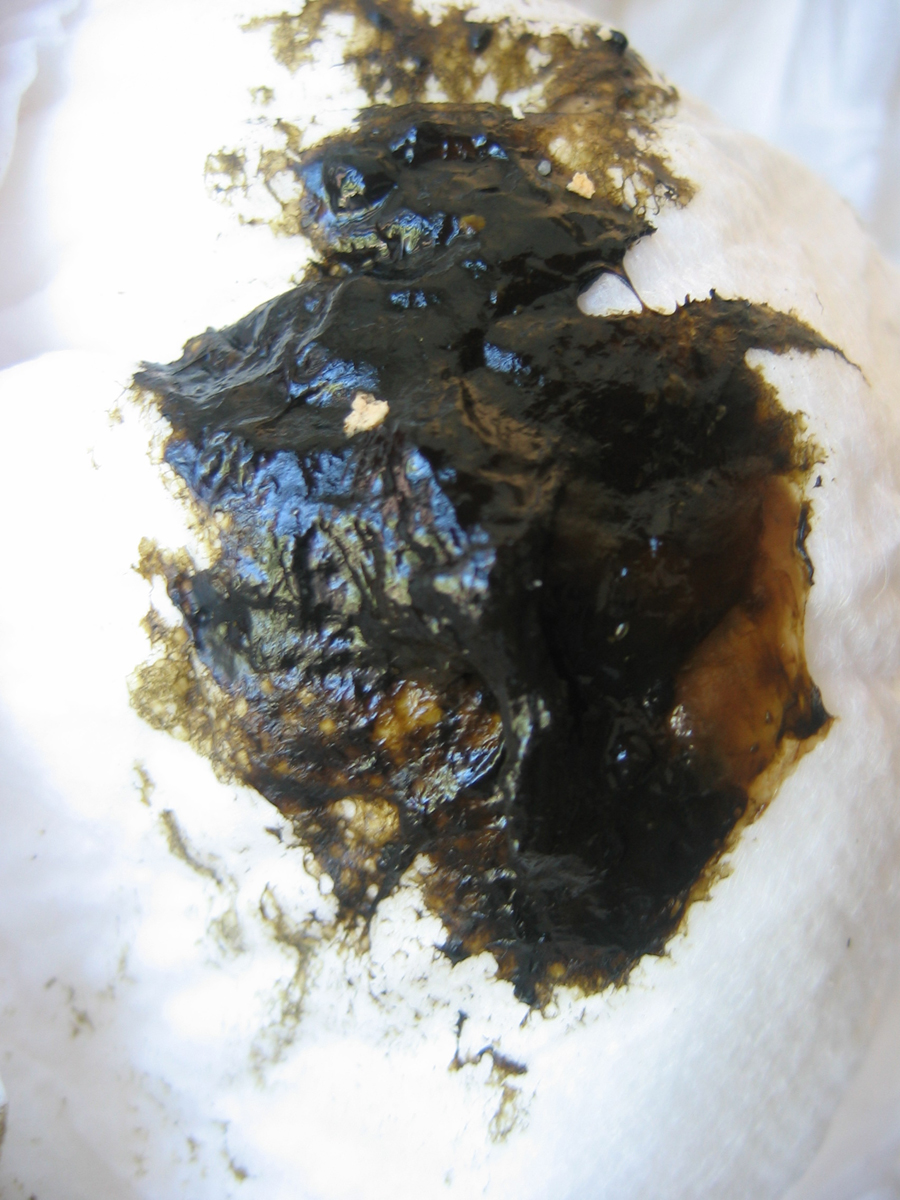
Meconium

De eerste ontlasting die een pasgeboren baby uitwerpt wordt meconium, kinderpek of darmpek genoemd. Deze is meestal zwart en kleverig.
Hoewel een foetus in de baarmoeder niets eet, slikt het wel vruchtwater met afvalstoffen en celmateriaal in. Ook komen de bovenste cellagen van de darm erin terecht. Het grootste deel van het meconium wordt in het spijsverteringsstelsel samengesteld. Het door het kind geproduceerde slijm en het eigen gal en bloed zorgen voor de donkergroene kleur.
Binnen ongeveer drie dagen na de geboorte verandert de kleur van de ontlasting en wordt deze lichtgeel en waterig van samenstelling; dit is verteerde melk.

## Meconiumaspiratiesyndroom (MAS)
Wanneer de baby tijdens de weeën en de geboorte naar adem hapt of inademt, kan het meconiumhoudende vruchtwater in de longen terechtkomen. Dan is er sprake van het meconiumaspiratiesyndroom, afgekort MAS. De meest voorkomende oorzaken van MAS zijn stress bij de foetus en te late geboorten. Daarnaast kan MAS ook ontstaan doordat de baby te klein is, door navelstrengcomplicaties en chronische aandoeningen.
Het inademen van meconium kan bij de baby de luchtwegen gedeeltelijk of volledig afsluiten. Als de baby uitademt komt het meconium in de luchtwegen vast te zitten. De longen kunnen zich overmatig uitzetten. Daardoor kunnen de longen uiteindelijk scheuren en ineen klappen. Meconium veroorzaakt ook irritatie van de luchtwegen en longen van de baby.
De baby wordt steriel geboren, direct na de geboorte ademt het normale lucht in met alle daarin aanwezige bacteriën en andere ziektekiemen, waartegen het nog geen weerstand heeft opgebouwd. Het meconium in de longen is een goede voedingsbodem voor veel van deze ziektekiemen, waardoor de baby al direct na de bevalling een longontsteking kan krijgen. 
Behandelingsmethoden voor MAS zijn onder andere het uitzuigen van de luchtwegen, antibiotica, gebruik van een beademingstoestel en fysiotherapie voor de borst.
Meconium leidt bij pasgeboren kinderen met de taaislijmziekte vaak tot een verstopping van het darmkanaal (Ileus), ook wel meconiumileus genoemd.